# Hocus Pocus (nummer)
Hocus Pocus is het bekendste nummer van de Nederlandse band Focus. Het werd voor het eerst uitgebracht in 1971 als single, met het nummer Janis op de B-kant. De single-versie duurt 3:17", de albumversie 6:43". Het album waarop dit nummer terug te vinden is, Focus II, bereikte eind 1971 de 5e plaats in de Nederlandse LP Top 20. Twee jaar later werd dit album speciaal voor de Amerikaanse markt uitgebracht als Moving Waves. 
Er zit geen betekenis achter de titel van het nummer: de titel is gekozen omdat het rijmt op Focus.

## Bezetting Focus rond 1971
De bezetting van Focus was op dat moment:
- Thijs van Leer - zang, fluit, toetsinstrumenten
- Jan Akkerman - gitaar
- Cyriel Havermans - basgitaar
- Pierre van der Linden - drums

## Kenmerken
Het nummer valt in een aantal fragmenten uiteen: het couplet en een refrein waarin Van Leer jodelt, gescheiden door een brug waarin Van der Linden twee maten de ruimte krijgt om te soleren.
Het nummer ontstond toen Jan Akkerman in het wilde weg een gitaarriff begon te spelen en Piere van der Linden mee inzette en Thijs van Leer ging jodelen. In 1973 werd het nummer opnieuw opgenomen, dit keer met Bert Ruiter op basgitaar. Deze uitvoering is sneller dan de originele, en was bedoeld voor de Amerikaanse markt. Op het compilatiealbum The best of Focus staat zowel de albumversie als deze snelle "US single version". Het nummer Sylvia stond op de B-kant. Deze versie van Hocus Pocus is vele malen gecoverd, onder andere door Vanessa-Mae, Helloween, Iron Maiden en door Marillion.  

## 2010
In 2010 werd het nummer opnieuw wereldwijd in de spotlights gebracht toen het sportmerk Nike vlak voor het WK Voetbal 2010 een deel van Hocus Pocus adopteerde voor z'n Write the future-reclamecampagne. Toen de spot vertoond werd (er zijn twee versies waarvan de langste 3 minuten duurt) was Focus aan het toeren in Brazilië. Thijs van Leer kondigde op 4 juni 2010 in Het Parool aan dat er een alternatieve voetbalversie van het nummer zal verschijnen. In 2017 werd het nummer gebruikt in de film Baby Driver. 

## Hitnoteringen
| "Hocus Pocus" in de Nederlandse Top 40 binnen: 10-07-1971 | "Hocus Pocus" in de Nederlandse Top 40 binnen: 10-07-1971 | "Hocus Pocus" in de Nederlandse Top 40 binnen: 10-07-1971 | "Hocus Pocus" in de Nederlandse Top 40 binnen: 10-07-1971 | "Hocus Pocus" in de Nederlandse Top 40 binnen: 10-07-1971 | "Hocus Pocus" in de Nederlandse Top 40 binnen: 10-07-1971 | "Hocus Pocus" in de Nederlandse Top 40 binnen: 10-07-1971 | "Hocus Pocus" in de Nederlandse Top 40 binnen: 10-07-1971 | "Hocus Pocus" in de Nederlandse Top 40 binnen: 10-07-1971 |
| Week:                                                     | 1                                                         | 2                                                         | 3                                                         | 4                                                         | 5                                                         | 6                                                         | 7                                                         |                                                           |
| --------------------------------------------------------- | --------------------------------------------------------- | --------------------------------------------------------- | --------------------------------------------------------- | --------------------------------------------------------- | --------------------------------------------------------- | --------------------------------------------------------- | --------------------------------------------------------- | --------------------------------------------------------- |
| Positie:                                                  | 29                                                        | 17                                                        | 12                                                        | 10                                                        | 13                                                        | 26                                                        | 37                                                        | uit                                                       |

| "Hocus Pocus (U.S. Single version)" in de Nederlandse Top 40 binnen: 24-03-1973 | "Hocus Pocus (U.S. Single version)" in de Nederlandse Top 40 binnen: 24-03-1973 | "Hocus Pocus (U.S. Single version)" in de Nederlandse Top 40 binnen: 24-03-1973 | "Hocus Pocus (U.S. Single version)" in de Nederlandse Top 40 binnen: 24-03-1973 | "Hocus Pocus (U.S. Single version)" in de Nederlandse Top 40 binnen: 24-03-1973 | "Hocus Pocus (U.S. Single version)" in de Nederlandse Top 40 binnen: 24-03-1973 | "Hocus Pocus (U.S. Single version)" in de Nederlandse Top 40 binnen: 24-03-1973 | "Hocus Pocus (U.S. Single version)" in de Nederlandse Top 40 binnen: 24-03-1973 | "Hocus Pocus (U.S. Single version)" in de Nederlandse Top 40 binnen: 24-03-1973 |
| Week:                                                                           | 1                                                                               | 2                                                                               | 3                                                                               | 4                                                                               | 5                                                                               | 6                                                                               | 7                                                                               |                                                                                 |
| ------------------------------------------------------------------------------- | ------------------------------------------------------------------------------- | ------------------------------------------------------------------------------- | ------------------------------------------------------------------------------- | ------------------------------------------------------------------------------- | ------------------------------------------------------------------------------- | ------------------------------------------------------------------------------- | ------------------------------------------------------------------------------- | ------------------------------------------------------------------------------- |
| Positie:                                                                        | 25                                                                              | 11                                                                              | 9                                                                               | 10                                                                              | 19                                                                              | 29                                                                              | 40                                                                              | uit                                                                             |

### NPO Radio 2 Top 2000
| Nummer met noteringen in de NPO Radio 2 Top 2000 | '99 | '00 | '01 | '02 | '03 | '04 | '05 | '06 | '07 | '08 | '09 | '10 | '11 | '12 | '13 | '14 | '15 | '16 | '17 | '18 | '19 | '20 | '21 | '22 | '23 | '24 |
| ------------------------------------------------ | --- | --- | --- | --- | --- | --- | --- | --- | --- | --- | --- | --- | --- | --- | --- | --- | --- | --- | --- | --- | --- | --- | --- | --- | --- | --- |
| Hocus Pocus                                      | 314 | 350 | 228 | 253 | 206 | 342 | 415 | 439 | 559 | 380 | 259 | 215 | 277 | 340 | 292 | 387 | 410 | 463 | 447 | 620 | 606 | 699 | 748 | 748 | 796 | 843 |

1. ↑  Een vetgedrukt getal geeft de hoogste notering aan.

In de  Verenigde Staten haalde het met nummer 9 de top 10 van Billboard op 2 juni 1973.